# Diocesi delle Isole Canarie

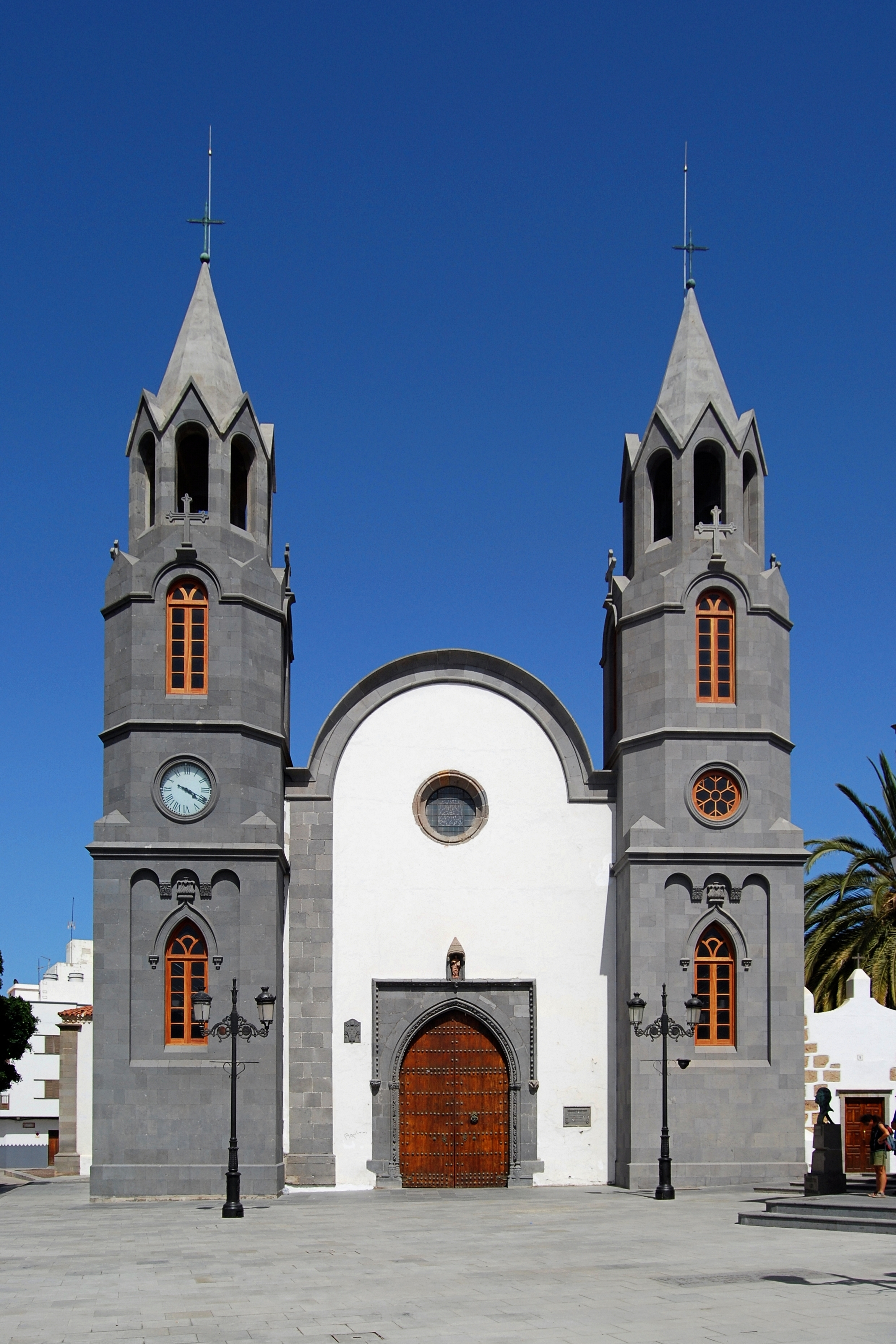
La basilica minore di San Giovanni Battista a Telde.

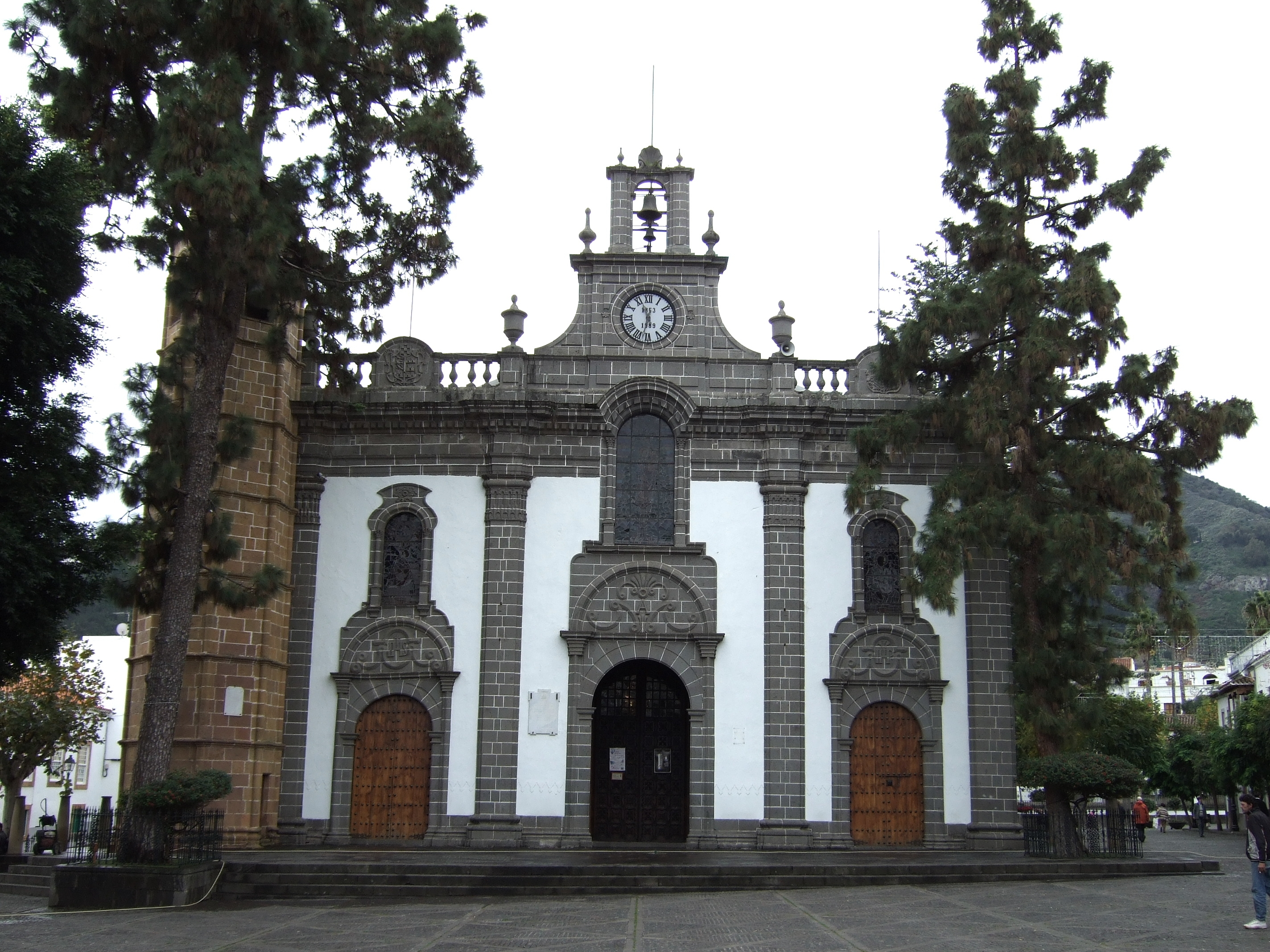
La basilica minore di Nostra Signora del Pino a Teror.

La diocesi delle Isole Canarie (in latino Dioecesis Canariensis) è una sede della Chiesa cattolica in Spagna suffraganea dell'arcidiocesi di Siviglia. Nel 2023 contava 960.000 battezzati su 1.129.395 abitanti. È retta dal vescovo José Mazuelos Pérez.

## Territorio
La diocesi comprende le isole di Gran Canaria, Fuerteventura, Lanzarote e La Graciosa, che costituiscono la provincia di Las Palmas della Comunità Autonoma delle Isole Canarie.
Sede vescovile è la città di Las Palmas de Gran Canaria, dove si trova la cattedrale di Sant'Anna. Nel territorio diocesano sorgono due basiliche minori: San Giovanni Battista a Telde, e Nostra Signora del Pino a Teror.
Il territorio si estende su 4.111 km² ed è suddiviso in 298 parrocchie.

## Storia

### Diocesi di Rubicón
Tra la fine del XIV e gli inizi del XV secolo due eventi segnarono la fine della diocesi di Telde, la prima sede vescovile istituita nelle isole Canarie, e la nascita della diocesi di Rubicón: le dure incursioni dei pirati schiavisti del 1393, che sollevarono le popolazioni indigene contro i missionari e ne causarono la morte cruenta; il passaggio dell'arcipelago dall'influenza maiorchina al regno di Castiglia, che ne iniziò la colonizzazione.
In questo periodo inoltre la Chiesa cattolica era divisa in due dal cosiddetto scisma d'Occidente, con due papi, uno con sede a Roma e l'altro ad Avignone, e due diverse obbedienze. Il 7 luglio 1404, con la bolla Romanus Pontifex, il papa avignonese Benedetto XIII, su istanza della corona castigliana, eresse la diocesi di Rubicón, con giurisdizione su tutto l'arcipelago delle Canarie, e suffraganea dell'arcidiocesi di Siviglia. Rubicón, oggi località del comune di Yaiza sull'isola di Lanzarote, fu il primo insediamento europeo nelle isole Canarie, da cui prese avvio la conquista dell'arcipelago. Nel castello di Rubicón fu eretta la cattedrale dedicata a Marziale di Limoges.
Nel 1417 durante il concilio di Costanza, fu eletto un nuovo papa, Martino V, e furono deposti i papi illegittimi. Il vescovo di Rubicón, Mendo de Viedma, continuò tuttavia a manifestare la sua fedeltà all'antipapa Benedetto XIII. Da qui nacque l'idea di erigere una nuova diocesi, con giurisdizione su tutte le isole Canarie eccetto Lanzarote, ma con un vescovo legittimamente riconosciuto. Così, il 20 novembre 1424 papa Martino V eresse la diocesi di Fuerteventura, che ebbe tuttavia vita breve. Infatti prima di morire (1531) il vescovo Mendo de Viedma si riconciliò con Martino V, e al suo successore, Fernando de Talmonte, fu data giurisdizione su tutto l'arcipelago, come se la diocesi di Fuerteventura non esistesse. Questa di fatto fu soppressa con il trasferimento del suo unico vescovo a Malaga nel 1533.

### Diocesi delle isole Canarie
A causa della scarsità della popolazione residente e per i continui attacchi cui era sottoposta l'isola di Lanzarote da parte dei pirati, il 25 agosto 1435 papa Eugenio IV, con la bolla Romani pontificis, decretò il trasferimento della sede di Rubicón sull'isola di Gran Canaria, dando alla diocesi il nuovo nome di "diocesi delle Canarie e Rubicón" (dioecesis Canariensis et Rubicensis). Tuttavia, il trasferimento della sede poté realizzarsi solo nel 1483, quando fu conquistata l'isola di Gran Canaria, all'epoca del vescovo Juan de Frías, che pose la sua sede a Las Palmas.
L'unione dei titoli Canariensis et Rubicensis si conserverà, nei documenti ufficiali della diocesi, fino al 1506; il seguito il titolo di Rubicón non verrà più utilizzato, rimanendo solo quello di Canaria o di Canarie, usati indistintamente per indicare sia Gran Canaria che tutto l'arcipelago.
Con tre distinte bolle del 1486, 1493 e 1504, i papi concessero ai re spagnoli il diritto di presentazione dei candidati a tutti gli uffici ecclesiastici della diocesi delle Canarie, compreso quello di presentazione dei vescovi canari.
Diego de Muros celebrò il primo sinodo diocesano nel mese di luglio del 1497, mentre il vescovo Fernando Vázquez de Arce, nel sinodo del 18 aprile 1515 organizzò il territorio diocesano suddividendolo in parrocchie, una per ogni isola dell'arcipelago.
I primi due santi nativi delle Canarie, José de Anchieta (1534-1597) e Pedro de Betancur (1626-1667), sebbene nativi di Tenerife, nacquero in questa diocesi quando ancora comprendeva l'intero arcipelago. Considerati i due personaggi religiosi più importanti che le Canarie abbiano dato, hanno svolto un grande lavoro missionario e apostolico nel continente americano.
Nel 1643 ha ceduto una porzione del suo territorio a vantaggio dell'erezione della prefettura apostolica di Tripoli (oggi vicariato apostolico).
Nel 1787 sono censiti 746 sacerdoti diocesani, tra clero secolare e clero regolare. Alla fine del XVIII secolo, la diocesi comprendeva 36 parrocchie dotate di beneficio, i cui parroci erano di nomina regia, e 50 parrocchie "curate", i cui parroci erano nominati dai vescovi e ricevevano uno stipendio dalla curia diocesana. La maggior parte delle parrocchie si trovava sull'isola di Tenerife, con 16 parrocchie beneficiali e 22 curate. La suddivisione religiosa in parrocchie fu utilizzata, all'inizio dell'Ottocento, per la suddivisione amministrativa delle isole Canarie.
Nel 1799 fu fondato il seminario diocesano nell'ex convento dei gesuiti, e che fu ingrandito da Bernardo Martínez Carnero nel 1832.
Il 1º febbraio 1819 ha ceduto una porzione del suo territorio a vantaggio dell'erezione della diocesi di San Cristóbal de La Laguna (chiamata anche diocesi di Tenerife).
Il 10 agosto 1838 ha ceduto una porzione africana del suo territorio a vantaggio dell'erezione della diocesi di Algeri (oggi arcidiocesi).
Il 13 aprile 1951, con la lettera apostolica Sanctimonia qua Ecclesiae, papa Pio XII ha proclamato sant'Antonio Maria Claret patrono principale della diocesi, assieme alla Beata Maria Vergine del Pino, compatrona.

## Cronotassi dei vescovi
Si omettono i periodi di sede vacante non superiori ai 2 anni o non storicamente accertati.

### Vescovi di Rubicón
- Alfonso Sanlúcar de Barrameda, O.F.M. † (7 luglio 1404 - 2 aprile 1417 dimesso)[17]
- Mendo de Viedma, O.F.M. † (2 aprile 1417 o 1418 - 1431 deceduto)
- Fernando de Talmonte (Calvetos), O.S.H. † (1º ottobre 1431 - 1436 deceduto)
- Francisco de Moya, O.F.M. † (26 settembre 1436 - dopo il 1441)
- Juan Cid † (1449 - 1459 deceduto)
- Roberto † (7 novembre 1459 - 1460)
- Diego López de Illesca † (1460 - 1468 dimesso)[18]
- Martín de Rojas, O.S.H. † (17 marzo 1468 - 1470 dimesso)[19]
- Juan de Sanlúcar, O.F.M. † (10 dicembre 1470 - dopo il 1474)
- Juan de Frías † (1474 - 1485 deceduto)

### Vescovi delle Isole Canarie
- Miguel López de la Serna, O.F.M. † (29 marzo 1486 - 1488 deceduto)
  - Sede vacante (1488-1496)
- Diego de Muros † (27 giugno 1496 - 4 aprile 1505 nominato vescovo di Mondoñedo)
- Pedro López Ayala † (20 ottobre 1507 - febbraio 1513 deceduto)
- Fernando Vázquez de Arce † (20 maggio 1513 - circa 1520 deceduto)
- Luis Cabeza de Vaca † (11 marzo 1523 - 22 giugno 1530 nominato vescovo di Salamanca)
- Pedro Fernández Manrique † (22 giugno 1530 - 14 dicembre 1530 nominato vescovo di Ciudad Rodrigo)
- Juan de Salamanca, O.P.  † (6 marzo 1531 - 1538 deceduto)
- Alonso Ruiz de Virués, O.S.B. † (12 agosto 1538 - 19 gennaio 1545 deceduto)
- Antonio de la Cruz, O.F.M. † (7 dicembre 1545 - 1550 deceduto)
- Francisco de la Cerda Córdoba, O.P. † (19 gennaio 1551 - 14 novembre 1551 deceduto)
- Melchor Cano, O.P. † (12 settembre 1552 - 1554 dimesso)
- Diego Deza Tello † (30 aprile 1554 - 26 aprile 1566 nominato vescovo di Coria)
- Bartolomé Torres † (15 maggio 1566 - 1º febbraio 1568 deceduto)
- Juan de Arzolarás, O.S.H. † (17 settembre 1568 - 7 maggio 1574 deceduto)
- Cristóbal Vela Tavera † (15 dicembre 1574 - 27 maggio 1580 nominato arcivescovo di Burgos)
- Fernando Rueda † (22 giugno 1580 - 17 giugno 1585 deceduto)
- Fernando Suárez Figueroa † (22 giugno 1587 - 26 marzo 1597 nominato vescovo di Zamora)
- Francisco Martínez de Cenicero † (14 aprile 1597 - 13 agosto 1607 nominato vescovo di Cartagena)
- Francisco de Sosa, O.F.M. † (3 settembre 1607 - 1610 dimesso)
- Juan Nicolás Carriazo † (26 aprile 1610 - 10 ottobre 1611 nominato vescovo di Guadix)
- Lope Velasco Valdivieso † (14 novembre 1611 - 29 ottobre 1613 deceduto)
- Antonio Corrionero † (6 ottobre 1614 - 17 maggio 1621 nominato vescovo di Salamanca)
- Pedro Herrera Suárez, O.P. † (7 giugno 1621 - 27 giugno 1622 nominato vescovo di Tuy)
- Juan Guzmán, O.F.M. † (11 luglio 1622 - 6 ottobre 1627 nominato arcivescovo di Tarragona)
- Cristóbal de la Cámara y Murga † (15 novembre 1627 - 7 maggio 1635 nominato vescovo di Salamanca)
- Francisco Sánchez Villanueva y Vega † (9 luglio 1635 - 1651 dimesso)
- Rodrigo Gutiérrez de Rozas † (3 luglio 1651 - 1658 deceduto)
- Juan de Toledo, O.S.H. † (9 giugno 1659 - 12 gennaio 1665 nominato vescovo di León)
- Bartolomé García Jiménez † (16 marzo 1665 - 14 giugno 1690 deceduto)
- Bernardo de Vicuña Zuazo † (12 novembre 1691 - 31 gennaio 1705 deceduto)
- Juan Ruiz Simón † (22 febbraio 1706 - 6 giugno 1712 deceduto)
- Lucas Conejero Molina † (28 maggio 1714 - 26 giugno 1724 nominato arcivescovo di Burgos)
- Félix Bernuy Zapata y Mendoza † (20 novembre 1724 - 23 maggio 1730 deceduto)
- Pedro Manuel Dávila Cárdenas † (6 agosto 1731 - 19 dicembre 1738 nominato vescovo di Plasencia)
- Juan Francisco Guillén † (30 settembre 1739 - 15 marzo 1751 nominato arcivescovo di Burgos)
- Valentín Moran Menéndez, O. de M. † (15 marzo 1751 - 20 maggio 1761 dimesso)
- Francisco Javier Delgado Venegas † (25 maggio 1761 - 19 dicembre 1768 nominato vescovo di Sigüenza)
- Juan Bautista Cervera, O.F.M.Disc.. † (12 giugno 1769 - 12 maggio 1777 nominato vescovo di Cadice)
- Joaquín Herrera Bárcena, O.Cist. † (1º marzo 1779 - 1783 deceduto)
- Antonio Martínez de la Plaza † (14 febbraio 1785 - 29 novembre 1790 nominato vescovo di Cadice)
- Antonio Tavira Almazán, O.S.Iacobi † (11 aprile 1791 - 27 giugno 1796 nominato vescovo di Osma)
- Manuel Verdugo Albiturría † (27 giugno 1796 - 7 luglio 1818 deceduto)
- Manuel Bernardo Morete Bodelón † (27 settembre 1824 - 21 marzo 1825 nominato vescovo di Astorga)
- Fernando Cano Almirante, O.F.M. † (19 dicembre 1825 - 22 settembre 1826 deceduto)
- Bernardo Martínez Carnero † (21 maggio 1827 - 26 gennaio 1833 deceduto)
- Judas José Romo y Gamboa † (20 gennaio 1834 - 17 dicembre 1847 nominato arcivescovo di Siviglia)
- Buenaventura Codina Augerolas, C.M. † (17 dicembre 1847 - 18 novembre 1857 deceduto)
- Joaquín Lluch y Garriga, O.C.D. † (27 settembre 1858 - 13 marzo 1868 nominato vescovo di Salamanca)
- José Maria de Urquinaona y Vidot † (22 giugno 1868 - 15 luglio 1878 nominato vescovo di Barcellona)
- José Proceso Pozuelo y Herrero † (28 febbraio 1879 - 26 giugno 1890 nominato vescovo di Segovia)
- José Cueto Díez de la Maza, O.P. † (1º giugno 1891 - 17 agosto 1908 deceduto)
- Adolfo Pérez y Muñoz † (29 aprile 1909 - 18 luglio 1913 nominato vescovo di Badajoz)
- Ángel Marquina y Corrales † (18 luglio 1913 - 6 settembre 1922 nominato vescovo di Guadix)
- Miguel de los Santos Serra y Sucarrats † (14 dicembre 1922 - 16 gennaio 1936 nominato vescovo di Segorbe)
- Antonio Victor Pildain y Zapiain † (18 maggio 1936 - 15 dicembre 1966 dimesso[20])
- José Antonio Infantes Florido † (20 luglio 1967 - 25 maggio 1978 nominato vescovo di Cordova)
- Ramón Echarren Istúriz † (27 novembre 1978 - 26 novembre 2005 ritirato)
- Francisco Cases Andreu (26 novembre 2005 - 6 luglio 2020 ritirato)
- José Mazuelos Pérez, dal 6 luglio 2020

## Santi e beati della diocesi
La diocesi delle Canarie ha abbracciato l'intero arcipelago per più di quattro secoli, fino al 1819, anno in cui venne creata la diocesi di San Cristóbal de La Laguna o Tenerife. Per questo motivo, i santi e i beati attualmente venerati nell'arcipelago sono nati in questa diocesi, e alcuni di essi sono venerati allo stesso modo in entrambi i vescovadi canari, soprattutto quelli nati o legati al territorio attualmente occupato dalla diocesi di Tenerife o Nivariense:
- San Pedro de Bethencourt (venerato anche dalla diocesi di Tenerife)[21]
- San José de Anchieta (venerato anche dalla diocesi di Tenerife)[21]
- Beati Martiri di Tazacorte (venerati anche dalla diocesi di Tenerife)[21]
- Beata Lorenza Diaz Bolaños[22]
- Beato Tomás Morales Morales[22]
- Beato José Torres Padilla (venerato anche dalla diocesi di Tenerife)[23]

## Statistiche
La diocesi nel 2023 su una popolazione di 1.129.395 persone contava 960.000 battezzati, corrispondenti all'85,0% del totale.
| anno | popolazione | popolazione | popolazione | presbiteri | presbiteri | presbiteri | presbiteri                | diaconi | religiosi | religiosi | parrocchie |
| anno | battezzati  | totale      | %           | numero     | secolari   | regolari   | battezzati per presbitero | diaconi | uomini    | donne     | parrocchie |
| ---- | ----------- | ----------- | ----------- | ---------- | ---------- | ---------- | ------------------------- | ------- | --------- | --------- | ---------- |
| 1950 | 375.911     | 376.046     | 100,0       | 198        | 146        | 52         | 1.898                     |         | 112       | 497       | 111        |
| 1970 | 590.020     | 591.976     | 99,7        | 292        | 221        | 71         | 2.020                     |         | 101       | 632       | 129        |
| 1980 | 656.000     | 663.000     | 98,9        | 271        | 203        | 68         | 2.420                     |         | 123       | 783       | 146        |
| 1990 | 793.212     | 803.392     | 98,7        | 253        | 187        | 66         | 3.135                     |         | 112       | 818       | 150        |
| 1999 | 820.530     | 862.955     | 95,1        | 259        | 197        | 62         | 3.168                     | 1       | 83        | 602       | 327        |
| 2000 | 830.500     | 881.350     | 94,2        | 264        | 202        | 62         | 3.145                     | 1       | 85        | 596       | 327        |
| 2001 | 830.500     | 881.350     | 94,2        | 238        | 194        | 44         | 3.489                     | 1       | 63        | 599       | 327        |
| 2002 | 892.198     | 924.558     | 96,5        | 272        | 208        | 64         | 3.280                     | 1       | 101       | 490       | 295        |
| 2003 | 800.677     | 924.558     | 86,6        | 269        | 205        | 64         | 2.976                     | 1       | 101       | 490       | 296        |
| 2004 | 832.665     | 979.606     | 85,0        | 256        | 185        | 71         | 3.252                     | 1       | 105       | 488       | 296        |
| 2006 | 860.139     | 1.011.928   | 85,0        | 249        | 186        | 63         | 3.454                     | 1       | 143       | 425       | 296        |
| 2013 | 935.610     | 1.100.813   | 85,0        | 211        | 173        | 38         | 4.434                     |         | 74        | 411       | 298        |
| 2016 | 933.645     | 1.098.406   | 85,0        | 205        | 166        | 39         | 4.554                     |         | 64        | 385       | 298        |
| 2019 | 942.799     | 1.109.175   | 85,0        | 190        | 154        | 36         | 4.962                     |         | 50        | 325       | 298        |
| 2021 | 961.405     | 1.131.065   | 85,0        | 189        | 153        | 36         | 5.086                     |         | 63        | 245       | 299        |
| 2023 | 960.000     | 1.129.395   | 85,0        | 181        | 144        | 37         | 5.303                     | 1       | 59        | 219       | 298        |